# Assassin's Creed Unity
Assassin's Creed Unity es un  videojuego de acción y aventura de sigilo, mundo abierto y ficción histórica desarrollado por Ubisoft. El juego fue lanzado en Norteamérica el 11 de noviembre de 2014 y en Europa el 13 de noviembre de 2014. Es el primer juego de la serie lanzado exclusivamente para las consolas de la octava generación y el primero en introducir el modo multijugador cooperativo.
Es la octava entrega en consolas de sobremesa de la saga Assassin's Creed.

## Argumento
La historia comienza con el saqueo del Templo de París y la captura del gran maestro templario Jacques de Molay en 1307. Durante el saqueo, Molay confía a otro templario una espada y un libro, que el templario esconde dentro de una cripta francesa poco antes de ser asesinado. De Molay muere en la hoguera y lanza una maldición hacia el rey Felipe IV y el papa Clemente V.

### Primeros años
Arno nació en una casa noble en Versalles, Francia el 26 de agosto de 1768, como el único hijo de Charles y Marie Dorian. Debido a su educación, puesto que Arno estaba bien educado, durante su vida tuvo acceso a tutores y varios libros. En algún momento Marie, después de descubrir las actividades de Asesino de su marido, abandonó a su familia y dejó que Charles criara solo a su hijo. Durante la mayor parte de su infancia, Arno viajó con su padre, visitando lugares de Europa y el norte de África.
En 1776, Arno había acompañado a su padre al Palacio de Versalles, donde Charles asistiría a una reunión con sus compañeros Asesinos en relación con la seguridad de la caja de los precursores, que era un artefacto de la Primera Civilización que había sido recuperado de los templarios coloniales 25 años antes, en 1751. Mientras estaba en el palacio, Arno conoció y se hizo amigo de Élise De La Serre, una joven noble que también acompañó a su padre a una reunión con el rey Luis XVI. Mientras Arno y Élise jugaban afuera, Charles Dorian fue asesinado por Shay Cormac, antiguo Asesino y ahora un templario, que recuperó la caja de los precursores y se fue antes de que pudiera ser atrapado.
Tras el asesinato, Arno fue adoptado rápidamente por François De La Serre, sin darse cuenta de que era el gran maestro del rito parisino de la orden de los templarios. Inicialmente, De La Serre mantuvo su lealtad a los Templarios como un secreto para Arno, muy probablemente por respeto al difunto padre del niño y porque había sido una sugerencia hecha por su esposa, Julie. A partir de ese momento, Arno se crio junto a Élise, con quien se hizo amigo a lo largo de los años. Sin embargo, hubo momentos en que Arno permaneció angustiado por la pérdida de su padre, a menudo escribiéndole cartas a sugerencia de su padre adoptivo, a fin de sobrellevar su dolor.
Cuando Julie cayó enferma, Élise dejó de jugar con Arno y pasó más tiempo junto a la cama de su madre. Arno, que apenas conocía a Julie y tenía prohibido entrar a su habitación, pasó sus días solo. François, angustiado cuando su esposa finalmente murió, encontró consuelo en ser el guardián de Arno. A medida que crecía, De La Serre comenzó a entrenar a Arno, entrenando con él y enseñándole cómo cazar. El Gran Maestre era bastante optimista de que Arno se uniría algún día a la Orden, y arregló su horario para poder entrenar a Arno y al mismo tiempo dirigir la Orden.
La muerte de Julie apenas le dio a Arno un pensamiento, y fue solo un mero inconveniente para él, ya que François y Élise dejaron de jugar con él. Cuando Élise fue enviada a la escuela de la Maison Royale de Saint-Louis en Saint-Cyr para continuar su educación, ella envió cartas a Arno sobre sus sentimientos negativos hacia los estudiantes y maestros.
En 1788, Arno se había mudado de la casa De La Serre y vivía en los barrios marginales de París. Fue allí donde pasó sus días y noches bebiendo, jugando a las cartas e incluso entreteniendo a mujeres. A pesar de distanciarse, Arno aún mantuvo contacto con su familia adoptiva, principalmente con François y Élise.
Un año después, en 1789, Arno perdió el reloj de su padre en un juego de cartas con dos hermanos, Hugo y Víctor. Aunque Arno se esforzó por robar el recuerdo, fue descubierto. Enfurecidos, los perseguidores de Arno lo persiguieron todo el camino de vuelta a la mansión De La Serre, donde François intentó mediar en la situación asignando a Arno para ayudar a su mayordomo, Olivier, con las tareas domésticas, lo que implicaba limpiar los caballos para el viaje en carruaje de François.
Cuando François se fue, un mensajero Templario, Perrault, llegó en un intento de entregar una carta de Chrétien Lafrenière, que Arno se ofreció a entregar. Desafortunadamente, Hugo y Víctor lo arrinconaron antes de que pudiera alcanzar a François. A pesar de que superó a sus atacantes, se vio obligado a huir de los guardias. Al regresar a la mansión, Arno decidió deslizar la carta debajo de la puerta del estudio de François, confiando en que se la encontraría a su regreso.

### Prisión
Esa noche, Arno se infiltró en el Palacio de Versalles para asistir a una fiesta que se celebraba en honor de Élise, aunque fue realmente su inducción a la Orden Templaria. Después de compartir un momento romántico con ella, Élise lo obligó a salir de la habitación saliendo por la ventana, donde se vio obligado a evadir a los guardias del palacio. Cuando llegó al patio del palacio, Arno se encontró con un François De La Serre herido de muerte, confundiendo el estado en el que estaba como un estado de ebriedad público. Desafortunadamente, François colapsó en el suelo y Arno corrió a ayudarlo. Inconsciente de lo que estaba pasando, Arno escuchó a uno de los atacantes de De La Serre, Charles Gabriel Sivert, llamar a los guardias antes de escapar de los terrenos del palacio. Cuando aparecieron los guardias, automáticamente llegaron a la conclusión de que Arno era el responsable de la muerte de su padre adoptivo. 
Después de resistirse a los intentos de un arresto pacífico, los guardias sometieron a Arno y fue llevado y encarcelado en la Bastilla.
Después de su primera noche en prisión, Arno descubrió que uno de sus compañeros de celda, Pierre Bellec, le había robado el reloj de su padre. Enfurecido, Arno exigió que Bellec se lo devolviera. En lugar de hacer lo que Arno le pidió, Bellec decidió desafiar a Arno a un duelo, solo para que este último le llamara la atención los extraños símbolos que dibujó en su celda. Aunque Arno inicialmente pensó que estos símbolos no eran más que garabatos sin sentido en toda la pared, Bellec instó agresivamente a Arno a concentrarse, lo que hizo que Arno se diera cuenta de que esos símbolos tenían un significado mucho más grande. Esto resultó en Bellec arrastrando a Arno a una esquina, dándose cuenta de que poseía la vista de águila. Una vez que Arno se presentó correctamente esta vez, Bellec instantáneamente reconoció el apellido de Arno, revelando que su difunto padre era un Asesino antes de devolver el reloj y ofrecer entrenar a Arno, que procedió durante los siguientes dos meses posteriores a su encarcelamiento. Cuando la Bastilla fue atacada por un levantamiento civil, Arno y Bellec escaparon. Antes de separarse, Bellec le dio a Arno un medallón, diciendo que lo llevaría a los Asesinos en París, y realizó un salto de fe desde las almenas de la fortaleza. A pesar de ser escéptico para seguir a Bellec, se vio obligado a seguirlo en la maniobra después de ser acorralado por varios guardias.
Después de su escape, Arno visitó a Elise, quien asumió que él era responsable de la muerte de su padre. Arno profesó su inocencia y le dijo a Élise sobre el legado templario de su padre, solo para descubrir que ella lo sabía y que ella misma era miembro de la Orden de los Templarios. Luego le mostró la carta que debía entregar en la noche del asesinato de François, que le advertía de la traición de alguien dentro del Rito parisino. Al darse cuenta de que su negligencia jugó un papel más importante en los acontecimientos de lo que había creído anteriormente, Arno dejó la mansión después.

### Uniéndose a la hermandad
```
«Arno Dorian ha muerto. Ha sido borrado de este mundo, y sus fallos y pecados. Ahora ha renacido como novicio de la Hermandad de los Asesinos»
―Mirabeau
```

Cargado de culpa y culpándose por la muerte de De La Serre, Arno buscó a los Asesinos, descubriendo su cuartel general debajo de la Sainte-Chapelle. Luego fue incluido en la Hermandad y se comprometió a perseguir a los asesinos de François para redimirse por sus fracasos.
Una de sus primeras misiones con la Hermandad fue proteger a Théroigne de Méricourt durante la marcha de las mujeres en Versalles.
Dos años más tarde, Arno se unió a Bellec para rastrear a Sivert, pero este último eligió adquirir un registro de registros Templarios en lugar de asesinar a Sivert, ya que no fueron autorizados para matarlo. Cuando informaron al Consejo, fue Bellec quien criticó la tregua del Mentor Mirabeau con los Templarios, y el resto del Consejo acordó que el nuevo Gran Maestre no cumpliría la tregua. Arno logró ganar a Bellec y la bendición del Consejo para asesinar a Sivert después de conocer sus secretos.
Arno inspeccionó el lugar de reunión de Sivert en Notre-Dame y determinó los puntos débiles que podía explotar. Procedió a recuperar las llaves del edificio de los ladrones que las tomaron y asesinó al cómplice de Sivert, Duchesneau, para ocupar su lugar en el confesionario donde se suponía que Duchesneau y Sivert se reunirían. Haciéndose pasar por el cómplice de Sivert, Arno recibió información sobre las manipulaciones de los Templarios contra la corrupción de la iglesia. Una vez que Sivert reveló todo lo que sabía, Arno apuñaló a Sivert en la garganta con su hoja oculta, matándolo instantáneamente. En ese momento, Arno vio los recuerdos de Sivert y supo que tenía un compañero en el crimen la noche del asesinato de François, Roi des Thunes, quien dio el golpe mortal. Habiendo conocido esto, Arno regresó al Consejo para informar sus hallazgos. Cuando solicitó permiso para perseguir a Roi des Thunes, le dieron una hoja fantasma.
El 19 de enero de 1791, Arno llegó a la Cour des Miracles y señaló al teniente de Le Roi des Thunes, Aloys la Touche, que estaba en el proceso de amputar el pie derecho de un joven. Antes de que Arno pudiera intervenir, el Marqués de Sade se presentó casualmente y aconsejó a Arno que no atacara tan apresuradamente, sugiriendo en cambio que siguiera a la Touche de regreso a su amo. Reciprocando esto, Arno siguió a la Touche hasta su residencia y lo interrogó, finalmente atrapando a la Touche con grilletes. Arno procedió a infiltrarse en la guarida de Roi des Thunes, justo cuando la Touche se había liberado para advertir al objetivo de Arno del peligro inminente. Sin embargo, Arno procedió a asesinar a Roi des Thunes, conociendo sus motivos para asesinar a De La Serre de sus recuerdos, y que él y Sivert lo hicieron bajo las órdenes de su nuevo Gran Maestre.
Al regresar a la superficie, Arno descubrió que el Marqués de Sade había tomado de inmediato la posición de Le Roi des Thunes. Cuando Arno se dio vuelta para irse, De Sade sacó el alfiler envenenado que mató a De La Serre, y atribuyó la creación a un platero llamado François-Thomas Germain. Después de rastrear y rescatar al orfebre, Germain afirmó que un hombre llamado Lafrenière lo encargó, y confirmó la declaración de Arno de que Lafrenière era un Templario.
Con esto, Arno rastreó y asesinó a Chrétien Lafrenière, solo para descubrir que había escrito una carta a Francois De La Serre, advirtiendo al ex Gran Maestre de una eventual traición dentro de la Orden Templaria. Arno informó sus hallazgos al Consejo de Asesinos, que se indignó porque había asesinado a Lafrenière sin su consentimiento. Sin embargo, cuando Arno mencionó que Lafrenière estaba planeando atacar el Hôtel de Beauvais, y no una base de Asesinos, el Consejo a regañadientes se unió para enviarlo a investigar la reunión.
Después de infiltrarse con éxito en el hotel, Arno escuchó la reunión de un grupo de templarios, liderados por una figura desconocida que planeaba eliminar a Élise. Después de escuchar esto, Arno escapó del hotel y logró salvar a Élise de la emboscada de los templarios en el Hôtel Voysin. Después de esto, Arno luego se reunió con ella en el Café Théâtre, donde ofreció ayudar a Élise a vengar a su padre. Con este fin, procedió a llevar a Élise con los ojos vendados ante el Consejo Asesino, donde, a pesar de la hostilidad de los Asesinos, en particular Bellec, Mirabeau estaba más inclinado a parlamentar con ella.
Mientras el Consejo debatía sobre la oferta de alianza de Élise, Arno le informó acerca de Germain y su última ubicación conocida, lo que la llevó a huir. Para cuando ella se detuvo, Élise le informó a Arno que Germain había sido exiliado de la Orden de los Templarios por sus opiniones radicales y nociones heréticas sobre Jacques de Molay. Al investigar la residencia de Germain, la encontraron vacía, ya que el hombre había anticipado que su engaño no resistiría. Al evadir una emboscada de Templarios, Élise encontró un libro de contabilidad confirmando que Germain había asesinado a su padre. Mientras eran atacados por francotiradores, Arno instruyó a Élise para ir a la finca de Mirabeau mientras él asesinaba a sus atacantes.

### Enfrentando a Bellec
```
«Arrasaría Francia con tal de salvar a la Hermandad»
―Pierre Bellec en su enfrentamiento con Arno
```

Cuando Arno llegó a la propiedad de Mirabeau, encontró al mentor envenenado. Sospechando que alguien intentaba culpar a Élise, Arno localizó al boticario y descubrió que el asesino de Mirabeau era Pierre Bellec. Bellec había hecho esto porque creía firmemente que no se podía lograr la paz entre las dos facciones, y que purgar a la Hermandad para rehacerla en una organización más fuerte era algo bueno. Este enfoque fue similar al de Altaïr Ibn-La'Ahad, Ezio Auditore da Firenze y Connor, pero en el caso de Bellec, resultó contraproducente. A pesar de que trató de persuadir a Arno de unirse a su causa, se negó y se vio obligado a luchar contra su antiguo maestro.
Arno logró ganar el combate, no teniendo más remedio que matar a Bellec cuando trató de matar a Élise. Antes de morir, Bellec elogió a Arno por haberlo derrotado, e instó a Arno a acabar con él, de lo contrario, nunca se detendría. Una vez que Bellec murió de sus heridas, Arno le dio sus ritos finales.
Como un castigo menor por permitir la muerte de dos Maestros Asesinos, el Consejo le asignó a Arno "buscar y hacer el trabajo". Sin embargo, ayudó a sus compañeros Asesinos a ayudar a Théroigne de Méricourt contra los intentos del Templario Flavigny de causar escasez de alimentos.
En agosto de 1792, se le ordenó infiltrarse en el Palais des Tuileries y destruir las cartas de Mirabeau al Rey que podrían comprometer a la Hermandad. Fue entonces cuando Arno se encontró con Napoleón Bonaparte, quien a su vez estaba buscando la clave de la Primera Civilización. Cuando el palacio se llenó de extremistas, Napoleón y sus soldados ayudaron a Arno a escapar a través de un pasaje secreto, pero no antes de que Arno notara a otro templario, Frédéric Rouille. Después de escapar del palacio, Napoleón le proporcionó a Arno la ubicación de Rouille en la prisión de Grand Châtelet, lo que permitió que Arno lo asesinara.

### Ejecución del rey
```
«El Rey es... un simple símbolo. Un símbolo puede provocar miedo, y el miedo provoca control. Pero, como ves, los hombres acaban perdiendo el miedo a los símbolos. Es la verdad que defendió De Molay hasta la muerte: el Derecho divino de los reyes no es más que el reflejo del sol sobre el oro. Y una vez enterradas la Corona y la Iglesia, los que tengan el oro controlarán el futuro. Jacques de Molay, C'est ton vengeance.»
―Germain dirigiéndose a Arno mientras Luis XVI es ejecutado
```

Arno más tarde se unió a Élise para detener la trama de desvío de grano de Marie Lévesque para convertir a las clases medias y bajas contra el rey. Después de asesinar a Lévesque, Arno y Élise lograron escapar de los extremistas templarios usando un globo de aire caliente, antes de tener un momento romántico entre ellos.
Arno posteriormente persiguió al cómplice de Levesque, Louis-Michel le Peletier, con la ayuda del Marqués de Sade. Arno se infiltró en el café en el que Peletier estaba cenando y sustituyó su botella por una envenenada. Tras su consumo, Peletier quedó paralizado, permitiendo que Arno lo asesinara, Arno al ver los recuerdos de Peletier supo que él había emitido el voto decisivo para la ejecución del rey Luis XVI, y que François-Thomas Germain estaría presente en la ejecución.
El 21 de enero de 1793, Arno confrontó a Germain mientras la ejecución estaba en curso, con este último proclamando el renacimiento de la Orden Templaria. Germain le dijo a Arno que el motivo del asesinato de De La Serre era librar a la Orden Templaria de la corrupción e intolerancia, al tiempo que afirmaba que solo servía para la primera fase de la reforma de la Orden y que renacería realmente con la muerte de la rey.
Germain reveló mientras Luis XVI era puesto en la guillotina. Al liberar a la clase alta de Francia y a la aristocracia del poder, sería mucho más fácil para los templarios obtener el control de Francia, al obtener esos poderes. Una vez que el rey fue decapitado, François proclamó que Jacques de Molay había sido vengado, luego escapó, dejando a Arno para que el combatiera con sus subordinados. Con Élise atrapada en la lucha, Arno se centró más en defenderla que en perseguir a Germain. Esto disgustó a Élise, que deseaba venganza y rechazó cualquier otra ayuda de Arno.

### Exilio
Arno se reunió con el Consejo Asesino para discutir su encuentro con en el Gran Maestro Templario, sin embargo, fue dirigido a la cámara de ceremonias. Arno intentó informar al Consejo, pero lo silenciaron y le juzgaron a él en su lugar. El Consejo no aprobó lo que ellos creían que era una venganza personal al matar descaradamente objetivos sin permiso de ellos. Declararon que Arno había sido desterrado de la Hermandad y que ya no era bienvenido, pero que era afortunado de no haber sido castigado de peor manera.
Arno dejó el Santuario y París para vivir en la finca De La Serre en Versalles, donde se ganó la reputación de ser un borracho. En su estupor, se metió en una pelea en un bar, terminando en su derrota humillante y la pérdida de su reloj ante el líder de la pandilla. Él rastreó a la pandilla hasta el Palacio de Versalles, esto lo obligó a enfrentar los terribles recuerdos de su pasado, y mató a toda la pandilla, solo para que Élise apareciera con su reloj en la mano.
Deduciendo que ella quería algo de él, Arno reabrió furiosamente viejas heridas de su última pelea, afirmando que le importaba más que matar a Germain y que quería calmar la culpa que sentía por haber causado la muerte de su padre. Cuando permitió que Élise hablara, ella le informó que París se había vuelto más caótica debido a Germain. Ella lo alentó a ser el hombre que amaba y regresar con ella a París. Arno aceptó ir, pero solo después de que asesinó a Aloys la Touche, quién había sembrado la disidencia y el miedo entre la población de Versalles.
Durante esto, se reconcilió y salvó a sus antiguos enemigos Víctor y Hugo, que se suponía que serían condenados a la ejecución. Después de asesinar a la Touche, Arno descubrió que Germain tenía un último conspirador y cerebro detrás del Reino del Terror, Maximilien de Robespierre.

### Vuelta a París
```
«Solo habéis retrasado lo inevitable. Si yo no guío el Nuevo Mundo, otro lo hará»
―François-Thomas Germain en la visión de Arno.
```

Uniendo fuerzas con algunos de sus hermanos anteriores, Arno ayudó a los Asesinos a socavar el liderazgo de Robespierre de la República, asesinar a los generales Marcourt, Jacques Roux, y rescatar al espía Didier Paton. Ayudaron a los girondinos e intentaron rescatar a Georges Danton, pero él se negó. También impidieron una incursión en la tumba de Mirabeau en el Panteón.
En 1794, a pesar de la anarquía, París estaba en medio de una celebración. Élise le reveló a Arno que el evento fue organizado por Robespierre. Arno insistió en asesinar a Robespierre, pero Élise sugirió un enfoque diferente ya que Robespierre estaba bien protegido.
Después de infiltrarse discretamente en la celebración y localizar a Robespierre, Élise planeó desacreditarlo a los ojos del público, permitiéndole a ella y a Arno matarlo fácilmente. Arno estuvo de acuerdo y reunió evidencia incriminatoria mientras Élise envenenaba la bodega de Robespierre con ergot en polvo. Después de que Arno sembró la evidencia sobre varias personas, la gente se volvió contra Robespierre y lo arrestaron, para sorpresa de Arno y Élise.
A pesar de esto, Robespierre se escapó de su encarcelamiento y buscó refugio de los últimos vestigios de sus aliados en Francia. Siguiendo a Robespierre hasta el Hôtel de Ville, Arno y Élise se infiltraron en él y lo arrinconaron. Como se negó a cooperar, Élise le disparó en la mandíbula, a lo que Robespierre reveló que Germain estaba ubicado en el Temple parisino al escribirlo en un pergamino. Después de esto, Arno y Élise llegaron al Temple y se infiltraron, localizando a Germain. Antes de que Arno pudiera asesinarlo, sin embargo, Germain usó el poder de la espada del edén contra el Asesino en combate, antes de usarla para desaparecer de la cámara.
Arno posteriormente logró encontrar a Élise de nuevo, y juntos ingresaron a la cripta templaria en las catacumbas, donde una vez más se enfrentaron a Germain. Mientras Élise estaba distrayendo a Germain, Arno intentó asesinar al Gran Maestro una vez más, pero falló debido a un escudo proyectado por la espada. Después de tres intentos más, Arno logró abrirse paso, pero la onda de choque lo atrapó bajo los escombros. Élise acudió en ayuda de Arno, pero notó que Germain intentaba escapar. A pesar de las protestas de Arno, Élise lo dejó atrás para perseguir a Germain, pero no pudo matar al Gran Maestro.
La espada de Élise se rompió durante la pelea, mientras que el poder de la espada del edén se volvió inestable. Arno logró liberarse y se apresuró a ayudar a Élise, pero fue demasiado tarde cuando la espada del edén explotó, matando a Élise e hiriendo mortalmente a Germain en el proceso. En un acto de dolor, Arno lentamente asesinó a Germain apuñalándolo en la garganta con su hoja oculta.
En una visión que siguió a su muerte, Germain explicó su complicada vida como sabio, y sus creencias sobre las desafortunadas muertes de De Molay
Con esto, Arno termina indicando cómo ha cambiado su comprensión del Credo, y prometiendo vigilar París y mantener viva la memoria de Elise. En octubre de 1794, Arno se reincorporó a la Hermandad y estaba trabajando nuevamente con sus hermanos.
Durante los siguientes años, mientras realizaba varias misiones para la Hermandad, Arno también trató de honrar la última voluntad de Élise de reducir la brecha entre los Templarios y los Asesinos. También visitó con frecuencia a Élise, floreciendo su tumba, y se proclamó redimido de sus errores anteriores.
En algún momento, Arno obtuvo el rango de Maestro Asesino. En 1808, Arno entró al Temple una vez más, acompañado por Napoleón. Allí, descubrieron el cadáver de Germain, que hacía tiempo que se había descompuesto. Luego enterraron sus restos esqueléticos en las catacumbas parisinas.

## Desarrollo
El desarrollo comenzó poco después de finalizar Assassin's Creed: Brotherhood en 2010. El 19 de marzo de 2014, se filtró el título del juego llamado Unity, mostrando un nuevo miembro de la Orden de los Asesinos en París, Francia. El juego está ambientado durante la Revolución Francesa y el personaje es un asesino de nombre Arno Dorian. Poco después, el 21 de marzo, Ubisoft anunció de manera oficial Assassin's Creed Unity para las consolas de nueva generación: PlayStation 4, Xbox One y PC. Aunque se confirmó que Ubisoft Montreal es el principal desarrollador de Unity, otros estudios de Ubisoft han contribuido al desarrollo como: Ubisoft Toronto, Ubisoft Kiev, Ubisoft Singapore, Ubisoft Shanghái, Ubisoft Annecy, Ubisoft Montpellier, Ubisoft Bucarest, Ubisoft Quebec y Ubisoft Chengdu.

### Multijugador
El multijugador consiste en un modo cooperativo, en el que cada jugador se verá a sí mismo como Arno, pero verá al resto como diferentes asesinos, estimulando el trabajo en equipo. El equipo de Ubisoft ha explicado que el juego aumentaría drásticamente su dificultad, con variedad de movimientos y técnicas de combate con un estilo más libre, dándole más realismo al videojuego.

## Personajes
- Dan Jeannotte como Arno Victor Dorian.
  - Godefroy Reding como el joven Arno.
- Catherine Bérubé como Élise de la Serre.
  - Angela Galuppo como la joven Élise.
- Julian Casey como François-Thomas Germain.
- Anthony Lemke y Louis Philippe Dandenault como Pierre Bellec.
- Neil Napier como Victor y Hugo.
- Alex Ivanovici como Marqués de Sade.
- Brent Skagford como Napoleon Bonaparte.
- James Loye como el capitán Frédéric Rouille.
- Harry Standjofski como Honoré Gabriel Riqueti, conde de Mirabeau y el narrador de The Tragedy of Jacqus de Molay.
- Mary Katherine Harvey como Sophie Trenet.
- Olivier Lamarche y Sébastien Dhavernas como Aloys la Touche.
- Noel Burton y Vincent Davy como Chrétien Lafrenière.
- Bruce Dinsmore como Maximilian de Robspierre.
- Kate Todd y Mélanie Laberge como Bishop.
- Alain Goulem como Charles Gabriel Sivert.
- Ivan Sherry y François Godin como Le Roi des Thunes.
- Mizinga Mwinga como Guillaume Beylier y Thomas-Alexandre Dumas.
- Amber Goldfarb como Marie Lévesque y Désirée Clary.
- Cristina Rosato como Melanie Lemay.
- Natalia Payne como Théroigne de Méricourt.
- Jeffrey R. Smith como George Danton.
- Victor A. Young como el general Marcourt.
- Elias Toufexis como Jacques Roux.
- Alexander Crowther y Tristan Harvey como Didier Paton.
- J. Adam Brown como el líder de los jacobinos.
- Eli Ham como François Hanriot.
- Matthew MacFadzean como el espía austriaco.
- Melissa Robertson como Marie Antoinette.
- Timothy Watson como Hervé Quemar y Rose Bertin.
- Danny Wallace como Shaun Hastings.
- Nadia Verrucci como Juno.
- Stephen Beckett como Charles Dorian.
- Hugolin Chevrette-Landesque.
- Mario Desmarais como Jacques de Molay.
- Susan Glover como Marie Anne Lenormand y Charlotte Corday.
- Sylvain Hétu como Victor.
- Fayolle Jean Jr. como Thomas Alexandre Dumas.
- Guy Nadon como Honoré Gabriel Riqueti, conde de Mirabeau.
- Daniel Picard como Francois-Thomas Germain.
- Tony Robinow como Benjamin Franklin y Jacques-François-Xavier de Whyte.
- Benoît Rousseau como Hervé Quemar.

Las voces adicionales fueron realizadas por:
- Evan Buliung.
- Nicolas Charbonneaux.
- Bruce Godfree.
- Kyle Labine.
- Kathryn Akin.
- Maria Ricossa.
- Sylvio Archambault.
- James Barriscale.
- Jean-François Beaupré.
- Alec Newman.
- Jamie Glover.
- Cédric Cilia.
- Daniel Curshen.
- Ellen David.
- Anne Day-Jones.
- Eric Benton.
- Lucien Bergeron.
- Lee Boardman.
- Julien Boissaud.
- Ginette Boivin.
- Catherine Bonneau.
- Dany Boudreault.
- John Bowe.
- Brian Bowles.
- Peter Bramhill.
- Ian Burfield.
- Antony Byrne.
- François Caffiaux.
- Pierre Cavale.
- Simon Chadwick.
- Émilie Josset.
- Bénédicte Gobert.
- Mireille Deyglun.
- Patrick Dorval.
- Thiéry Dubé.
- Richard M. Dumont.
- Mohsen El Gharbi.
- Sophie Faucher.
- Dawn Ford.
- Wayne Forester.
- David Ganly.
- Geoffrey Gaquere.
- Charles-André Gaudreau.
- Holly Gauthier-Frankel.
- Jamie Goldberg.
- Neil Grainger.
- Arthur Grosser.
- Jocelin Haas.
- Christopher Hatherall.
- Kevin Houle.
- Adam Howden.
- Patrick Lachanité.
- Éloïsa Laflamme-Cervantes.
- Nicolas Landry.
- Christophe Lapier.
- Catherine Lavoie.
- Vivienne Leheny.
- Catherine Lemieux.
- Richard Lemire.
- Mathieu Lepage.
- Phillippe Martin.
- Leith McComber.
- Jennifer Morehouse.
- Aurélie Morgane.
- Eleanor Noble.
- Laura Nordin.
- Stuart Organ.
- Vincenzo Pellegrino.
- Christian Rodska.
- Martin Rouette.
- Sebastién Reding.
- Richard Ridings.
- Mathieu Samaille.
- Adrian Schiller.
- Vanessa Seiler.
- Ariane-Li Simard-Côté.
- Aurélie Spooren.
- Robbie Stevens.
- Manuel Tadros.
- Lauren Timms.
- Lori Tritel.
- François Trudel.
- Marie-Eve Trudel.
- Paul Van Dyck.
- Christophe Vienne.
- Olivier Visentin.
- John Voce.
- Trevor White.

## Recepción
Assassin's Creed Unity ha recibido comentarios mixtos y positivos. Metacritic le dio una puntuación de 74/100 para PlayStation 4, 72/100 para Xbox One y 70/100 para Windows. GameRankings también le dio una puntuación de 73,33% para PC, 68,11% para PlayStation 4 y 70,18% para Xbox One.
3DJuegos le dio una puntuación de 8.5/10 para PlayStation 4 y Xbox One, mencionando que "Unity libra batallas en varios frentes a mi opinión demasiados bugs. Pierde en narrativa y acabado técnico, pero gana en dinámicas jugables, cooperativo y, sobre todo, ambientación, con un retrato impresionante de la París revolucionaria". Pero resaltó que "la historia de Arno no logra entusiasmar [a los jugadores] y los hechos que arrancaron en 1789 no quedan del todo aprovechados". En cambio, la versión para PC recibió una calificación de 7.5/10 resaltando que los fallos y problemas en la jugabilidad son "lamentable[s]".
Vandal le otorgó una calificación de 8.5/10 diciendo: "Con sus muchas virtudes y unos cuantos defectos, Assassin's Creed sigue manteniendo un nivel muy alto en cuando a juegos de mundo abierto de acción y sigilo se refiere. No es la revolución que algunos esperaban, pero un año más, sigue siendo un gran juego".
Game Informer le dio una puntuación de 8/10 por el ambiente, el sistema de combate, las misiones y el diseño de Unity, pero criticó los problemas y errores del título. IGN le otorgó una calificación de 7.8/10 diciendo que "Unity es un juego magnífico y entretenido".
Meristation le dio una calificación de 7.7/10 mencionando que "Arno se une a La Hermandad para sembrar una semilla que no ha hecho más que empezar -por desgracia no de cero- en la nueva generación." Destacó aspectos positivos sobre la ambientación, la innovación del sigilo y las mecánicas. Pero criticó los problemas de rendimiento.
GamesRadar le dio una calificación de 4/5 diciendo que Unity posee "hermosas imágenes [de París], excelente apartado visual, habilidades y equipo personalizables", pero destacó comentarios negativos con la IA (Inteligencia artificial) del enemigo y la tasa de fotogramas por segundo.
PC Gamer le otorgó una calificación de 65/100 alabando la variedad de misiones y el diseño de la ciudad, pero mencionó que está "lleno de problemas técnicos" sobre todo en el "modo cooperativo inexistente".

### Problemas técnicos
A pesar de las puntuaciones más optimistas, el juego supuso una decepción absoluta para los jugadores. Una larga lista de bugs, errores, problemas de conexión y el mal rendimiento general obligaron a Ubisoft a pedir perdón en un comunicado y a ofrecer gratis el DLC y en algunos casos juegos enteros gratis.
Durante los meses siguientes a la publicación del juego Ubisoft lanzó hasta 4 parches que corregían los principales bugs y los fallos más notorios, aunque desafortunadamente se conservan muchas incorrecciones inherentes al título. El déficit en el rendimiento, sobre todo en consolas, no fue reparado con ninguna actualización al ser un problema interno del juego. Unity también presenta problemas de FPS en todas las versiones disponibles, aunque la versión PC parece soportar el problema. Pese a todo, Ubisoft no ha publicado más parches, dejando el juego de lado sin arreglar todos los problemas que siguen existiendo, mientras se embarca en la creación de otro título, Assassin's Creed: Syndicate.
Para compensar a los jugadores por la gran cantidad de problemas del juego, y la larga lista de actualizaciones, en noviembre de 2014 Ubisoft anunció que el DLC del juego, Dead Kings, sería completamente gratis, pese a que en un inicio había sido parte del pase de temporada. Para los jugadores que habían pagado por el pase de temporada se les permitió elegir algún otro videojuego, también desarrollado por Ubisoft, completamente gratis en su versión básica.

### Ventas
A fecha de 31 de diciembre de 2014, Ubisoft había vendido 10 millones de unidades en conjunto entre Assassin's Creed Unity y Assassin's Creed Rogue. Del 17 al 25 de abril de 2019, Ubisoft rebajó la versión de PC hasta ser gratis, incluyendo un mensaje animando a las donaciones para la restauración de la Catedral de Notre Dame de París tras su incendio el 15 de abril de 2019. Gracias a esto, Ubisoft donó 500 000 € para ayudar en la restauración de este sitio histórico de París, a lo que se sumó también los modelos 3D dentro del juego de la Catedral para colaborar en reparar las partes dañadas.